# Програма глобального вулканізму
Програма глобального вулканізму (англ. Global Volcanism Program; GVP) — наукова програма американського Смітсонівського інституту з планетарних спостережень і досліджень за процесами вулканізму. Програма ставить собі за ціль створення всеосяжної бази даних земних вулканів, які вивергалися за останні 10 000 років.

## Загальна інформація
Програма повідомляє про поточні виверження вулканів по всьому світові, а також веде бази даних про активні вулкани та їх виверження. Програма оперує офіційною звітністю від 1968 року. Функціонує при Департаменті мінералогії Національного музею природознавства, що розташовується на Національній алеї у Вашингтоні, округ Колумбія.